# El Greco (pel·lícula de 2007)
El Greco és una pel·lícula de 2007, dirigida per Iannis Smaragdis, que mostra la vida del pintor així sobrenomenat, des dels seus inicis com a pintor d'icones a l'illa de Creta fins al seu triomf a Toledo. La pel·lícula es va doblar al català.

## Argument
Vida del pintor El Greco (1541-1614), encarnat per Nick Ashdon, des dels seus primers èxits com a pintor d'icones en Creta fins a la seva activitat com a pintor de retaules i retrats en Toledo.
Nascut amb el nom de Domenikos Theotokopoulos, marxa de la seva terra natal a Creta després d'una dramàtica matança. L'illa estava dominada per la República de Venècia i els cretencs tenien ocasionals enfrontaments amb les tropes ocupants.
El Greco es trasllada a Venècia. Vol la independència de Creta i rebutja Venècia com a enemiga de la seva terra, però entén que és la seva destinació per a prosperar com a artista. A més, el seu romanç amb la filla del governador venecià (Dimitra Matsouka) li posa en una situació perillosa si roman a l'illa.
El Greco entra en el taller del vell pintor Tiziano, qui li aconsella prudència quan tracti als poderosos. En el taller, El Greco coneix a més a un religiós espanyol, el futur cardenal Fernando Niño de Guevara, qui aprecia el seu talent, del qual El Greco no està segur. Niño de Guevara li suggereix que es dediqui a la pintura religiosa de manera més moderada, perquè reconeix que la seva manera de pintar és «perillosa».
L'argument de la pel·lícula omet l'estada del Grecoa Roma i el seu intent de treballar per a Felip II d'Espanya al Monestir d'El Escorial, i passa directament a l'etapa del pintor a Toledo i el seu conflicte amb el capítol de la catedral pel quadre L'espoli. El nou cardenal Niño de Guevara intervé en defensa del pintor, si bé el quadre és inicialment rebutjat.
A partir d'aquest moment, el cardenal s'immisceix de manera creixent en la vida del Greco, pressionant-lo perquè controli el seu peculiar estil i el dediqui a quadres religiosos més ortodoxos. També pressiona a la nova parella de l'artista (Laia Marull) i li recomana que no el desviï de les metes que li ha marcat.
La relació entre El Greco i Niño de Guevara es va agrint, especialment perquè aquest exerceix d'inquisidor amb crueltat. El pintor li demana que alliberi a un detingut d'origen cretenc, al que el cardenal accedeix demanant alguna cosa a canvi. Posa davant El Greco per a un retrat, però el resultat li desagrada i aquest incident empitjora encara més la relació entre tots dos. Amb el pretext que El Greco i la seva parella han tingut un fill sense estar casats, Niño de Guevara el crida a atestar davant la Inquisició.

## Repartiment
- Nick Ashdon - El Greco
- Juan Diego Botto - Fernando Niño de Guevara
- Laia Marull - Jeronima de las Cuevas
- Lakis Lazopoulos - Nicolos
- Dimitra Matsouka - Francesca
- † Sotiris Moustakas - Titian
- Dina Konsta - Donzella
- Giorgos Christodoulou - Da Rimi
- Dimitris Kallivokas - Chacon
- Giorgos Charalampidis - Pare del Greco
- Thodoris Zoumboulidis - Manousos
- Lida Protopsalti - Carcadil's wife
- Katerina Helmi - Noble espanyola
- Fermí Reixach - Don Miguel de las Cuevas
- Roger Coma - Paravicino
- Constantinos Isaias - Orgaz

## Comentaris
Pel·lícula basada en una novel·la de Dimitris Siatopoulos, incorre en múltiples errors històrics tant sobre la biografia de l'artista com sobre Tiziano i altres qüestions de l'època. L'argument afegeix un romanç prohibit i una topada entre El Greco i la Inquisició, que en realitat no van ocórrer.
Finançada en la seva major part per institucions de Grècia, la pel·lícula ressalta de manera una mica excessiva els vincles entre El Greco i la seva terra natal. El conflicte de la dominació de l'illa per part de Venècia ocupa bastant metratge de la pel·lícula, la qual cosa pot explicar que s'ometin episodis importants de la vida de l'artista, com el seu pas per Roma i el seu fallit contacte amb Felip II.
Tal vegada per a guanyar ganxo comercial, la pel·lícula afegeix pinzellades amoroses molt novel·lesques (una antiga amant convertida en monja) així com conflictes entre El Greco i el cardenal Niño de Guevara. Tots aquests afegits són incongruents amb la biografia real de l'artista i amb el context social que es vivia llavors. També es ressalta l'aprenentatge del pintor amb el vell mestre Tiziano, una relació que és qüestionada pels historiadors, que suposen que El Greco es va inspirar en aquest pintor, però que no va arribar a treballar amb ell.
La pel·lícula va ser rodada a Atenes, Rodes i Creta. En la presentació de la pel·lícula hi assistí la reina Sofia de Grècia. A Grècia va recaptar 8 milions d'euros.